# Anton Dolgan
‎Anton Dolgan - Branko, slovenski član organizacije TIGR, častnik, partizan in prvoborec, * 5. maj 1909, Topolc, † 8. julij 1988, Koper
V letih 1935-1940 je aktivno sodeloval v organizaciji TIGR. Leta 1941 je vstopil v NOB, kjer je postal komandir čete.

## Napredovanja
- rezervni kapetan JLA (?)

## Odlikovanja
- red za hrabrost
- red bratstva in enotnosti II. stopnje
- red zaslug za ljudstvo III. stopnje
- partizanska spomenica 1941